# Waldemar Sorychta
Waldemar Sorychta (ur. 1967 w Zabrzu) – polski muzyk, kompozytor, multiinstrumentalista i producent muzyczny. W latach 80. XX w. wyemigrował z Chorzowa wraz z rodziną do Niemiec. Działalność artystyczną rozpoczął w 1986 w dortmundzkim zespole thrash-metalowym Despair, w którym grał na gitarze oraz produkował nagrania. W tym samym czasie pracował jako producent również poza Despair. Wśród pierwszych płyt wyprodukowanych przez Sorychtę znalazły się: debiut szwedzkiej formacji Unleashed pt. Where No Life Dwells (1991) oraz drugi album Tiamat – The Astral Sleep (1992).
W 1993 wraz z perkusistą Dave’em Lombardo, znanym z występów w thrash-metalowym Slayerze, założył grupę Grip Inc.. Z tym zespołem nagrał cztery albumy: Power of Inner Strength (1995), Nemesis (1997), Solidify (1999) oraz Incorporated (2004). W 1994 Sorychta wziął udział w nagraniach albumu Jesus Killing Machine supergrupy Voodoocult pod kierownictwem niemieckiego wokalisty popowego Phillipa Boa. Również w 1994 wyprodukował nagrania zespołów Tiamat i Samael.
W 1995 był nominowany do nagrody Grammy w Szwecji jako „Producent roku” za nagranie Wildhoney zespołu Tiamat. W 1999 z grecką grupą blackmetalową Rotting Christ nagrał sesyjnie album Sleep of the Angels. Po zakończeniu działalności Grip Inc. w 2006 założył gothic-metalowy zespół Eyes of Eden, z którym nagrał wydany rok później album pt. Faith. Również w 2006 założył thrash-metalową grupę Enemy of the Sun, z którą nagrał album pt. Shadows wydany w 2007.
Jako producent muzyczny Sorychta współpracował ponadto z takimi zespołami jak: Moonspell, The Gathering, Sentenced, Alastis, Borknagar, Lacuna Coil, Therion, Dismal Euphony, Flowing Tears, Tristania, Exumer i Sodom.

## Dyskografia
- Despair – History of Hate (1988, członek zespołu)
- Despair – Decay of Humanity (1990, członek zespołu)
- Despair – Beyond Reason (1992, członek zespołu)
- Voodoocult – Jesus Killing Machine (1994, członek zespołu)
- Samael - Ceremony of Opposites (1994, produkcja muzyczna)
- Moonspell – Irreligious (1996, produkcja muzyczna, miksowanie)
- Moonspell – Sin/Pecado (1998, produkcja muzyczna, miksowanie)
- Rotting Christ – Sleep of the Angels (1999, gościnnie gitara prowadząca)
- Moonspell – Memorial (2006, produkcja muzyczna, miksowanie, inżynieria dźwięku)
- Enemy of the Sun – Shadows (2007, członek zespołu)
- Tristania – Illumination (2007, produkcja muzyczna, miksowanie, inżynieria dźwięku)
- Eyes of Eden – Faith (2007, członek zespołu)
- Enemy of the Sun – Caedium (2010, członek zespołu)
- ReVamp – ReVamp (2010, gitara, gitara basowa, produkcja muzyczna, muzyka)
- Sodom – In War And Pieces (2010, produkcja muzyczna, miksowanie, mastering, inżynieria dźwięku)
- Tristania – Rubicon (2010, produkcja muzyczna, miksowanie, inżynieria dźwięku)